# Çerçiz Topulli
Çerçiz Topulli (ur. 1880 w Gjirokastrze, zm. 15 lipca 1915 w Fushën e Shtoit) – albański działacz niepodległościowy, brat Bajo Topullego.

## Życiorys
Był jednym z trzynaściorga dzieci Agusha i Haso. Uczył się w tureckiej szkole w Janinie. Działalność w albańskim ruchu niepodległościowym rozpoczął od tajnego stowarzyszenia Për lirinë e Shqipërisë (O wolność Albanii), działającego w Gjirokastrze. Po dłuższym pobycie w Sofii w 1907 powrócił do kraju i utworzył własny oddział zbrojny, działający w rejonie Gjirokastra - Korcza. W 1907 czasopismo Shpresa e Shqipërisë (Nadzieja Albanii) opublikowało manifest podpisany przez Topulliego, w którym domagał się oddzielenia ziem albańskich od Imperium Osmańskiego w drodze ogólnonarodowego powstania i utworzenia niepodległego państwa. 
Wiosną 1908 jego oddział dokonał udanego zamachu na dowódcę osmańskiej żandarmerii w Gjirokastrze, był także dowódcą oddziałów albańskich w bitwie z osmańskim korpusem ekspedycyjnym pod Mashkullore (18 marca 1908). Po wybuchu rewolucji młodoosmańskiej Topulli zaprzestał działań zbrojnych i poświęcił się tworzeniu szkół z językiem albańskim i klubów patriotycznych. 
Po uchwaleniu deklaracji niepodległości w listopadzie 1912, Topulli wraz z wiernymi mu ludźmi tworzył oddział ochrony rządu Ismaila Qemala. W latach 1913–1914 walczył przeciwko oddziałom greckim, dążącym do opanowania południowej części Albanii.
Wybuch I wojny światowej zastał go w Szkodrze, gdzie próbował tworzyć oddziały albańskie. Po zajęciu miasta przez armię czarnogórską, 28 czerwca 1915 Topulli został aresztowany, ale wkrótce go uwolniono. Ponownie aresztowany 7 lipca 1915 stanął przed sądem oskarżony o podżeganie do buntu. Sąd wojskowy skazał go wraz z jego bliskim współpracownikiem Mustafą Qulli na karę śmierci. Rozkaz króla Mikołaja I z żądaniem jego uwolnienia dotarł już po rozstrzelaniu Topulliego.
18 marca 1934 w Gjirokastrze odsłonięto pomnik Topullego, dłuta Odhise Paskaliego. W 1936 szczątki Topullego odnalazł w pobliżu Szkodry Javer Hurshiti. Zostały przewiezione do Gjirokastry, gdzie odbył się uroczysty pogrzeb. Imię Topulliego noszą ulice w Tiranie, Elbasanie i w Szkodrze oraz plac w Gjirokastrze.